# Ducati 749
Ducati 749 — це 90-градусний L Twin Desmodromic valve двигуновий спортивний мотоцикл, випускався Ducati Motor Holding з 2003 по 2006 роки. Дизайн — П’єр Тербланш, 749-ий був випущений в таких варіантах — 749, 749 Темний, 749S та 749R. На той час коштував 22 000 дол.

## Характеристики

### Трансмісія
- Коробка передач: 6-ти ступенева